# Mortelle performance

Mortelle performance (Fatal Performance) est un téléfilm canadien réalisé par George Erschbamer et diffusé le 5 septembre 2013 sur M6.

## Synopsis
Comme beaucoup de jeunes comédiennes qui ne trouvent pas de rôles et ont du mal à joindre les deux bouts, Dana gagne sa vie en étant serveuse. Elle accepte un contrat atypique que lui envoie son agent : prendre la place de Leesa Thomas, importante agent immobilier.

## Fiche technique
- Titre original : Mortelle Performance
- Réalisation : George Erschbamer
- Scénario : Shawn Whitney
- Photographie : Cliff Hokanson
- Durée : 105 min
- Pays : États-Unis

## Distribution
- Nicholle Tom (VF : Claire Guyot) : Dana Tilly
- David Palffy : Ronald Billins
- Steve Bacic (VFB : Benoît Grimmiaux) : Mark Thomas
- Emilie Ullerup (VFB : Séverine Cayron) : Leesa Thomas
- John Cassini (en) (VFB : Tony Beck) : Wallace River / David McWilliams
- Miranda Frigon (VFB : Marie Van R) : Isabel Johnson
- Aaron Craven : Sal
- Craig March : Détective Maitland
- Gemma Martini : Rachel
- Sunita Prasad : Lana